# David Heidenreich
David Heidenreich (* 24. června 2000 Ústí nad Labem) je český profesionální fotbalista, který hraje na pozici středního obránce za český klub FC Hradec Králové.

## Klubová kariéra
Heidenreich je odchovancem Mostu.
V listopadu 2015 byl pozván na stáž do italské Atalanty, v březnu 2016 dostal zprávu, že by o něj italský klub měl skutečně zájem. První smlouvu s Atalantou podepsal v červenci. Za rok 2018 dostal cenu pro nejlepšího staršího dorostence českého fotbalu. V roce 2019 se Heidenreich podíval i na trénink prvního týmu, do zápasové nominace se ale nedostal. Dne 11. ledna 2020 se podíval na lavičku v utkání proti Interu Milán, příležitost ale nedostal.
Při přerušení fotbalu v Itálii kvůli pandemii covidu-19 začal trénovat s Teplicemi, v srpnu bylo administrativně dotaženo jeho roční hostování v severočeském klubu. V české první lize debutoval 22. srpna proti Příbrami, v zápase si připsal i premiérový gól. V utkání 4. kola proti Slavii dostal ve 20. minutě kontroverzní červenou kartu.